# لورينزو وايت
لورينزو وايت (بالإنجليزية: Lorenzo White)‏ هو لاعب كرة قدم أمريكية أمريكي، ولد في 12 أبريل 1966 في هوليوود في الولايات المتحدة.

## وصلات خارجية
- لورينزو وايت على موقع مرجع كرة القدم المحترفة.كوم (الإنجليزية)